# Умеока Юмі
Умеока Юмі (яп. 梅岡 由美; нар. Японія) — японська футболістка, виступала в збірній Японії.

## Кар'єра в збірній
Дебютувала у збірній Японії 15 червня 1997 року в поєдинку проти Китаю. Учасниця чемпіонату Азії 1997 року. З 1997 по 1998 рік відіграла 4 поєдинки у футболці національної збірної.

## Статистика виступів у збірній
| жіноча національна збірна Японії | жіноча національна збірна Японії | жіноча національна збірна Японії |
| Рік                              | Матчі                            | Голи                             |
| -------------------------------- | -------------------------------- | -------------------------------- |
| 1997                             | 3                                | 0                                |
| 1998                             | 1                                | 0                                |
| Загалом                          | 4                                | 0                                |